# عن العلاقات مع البشر

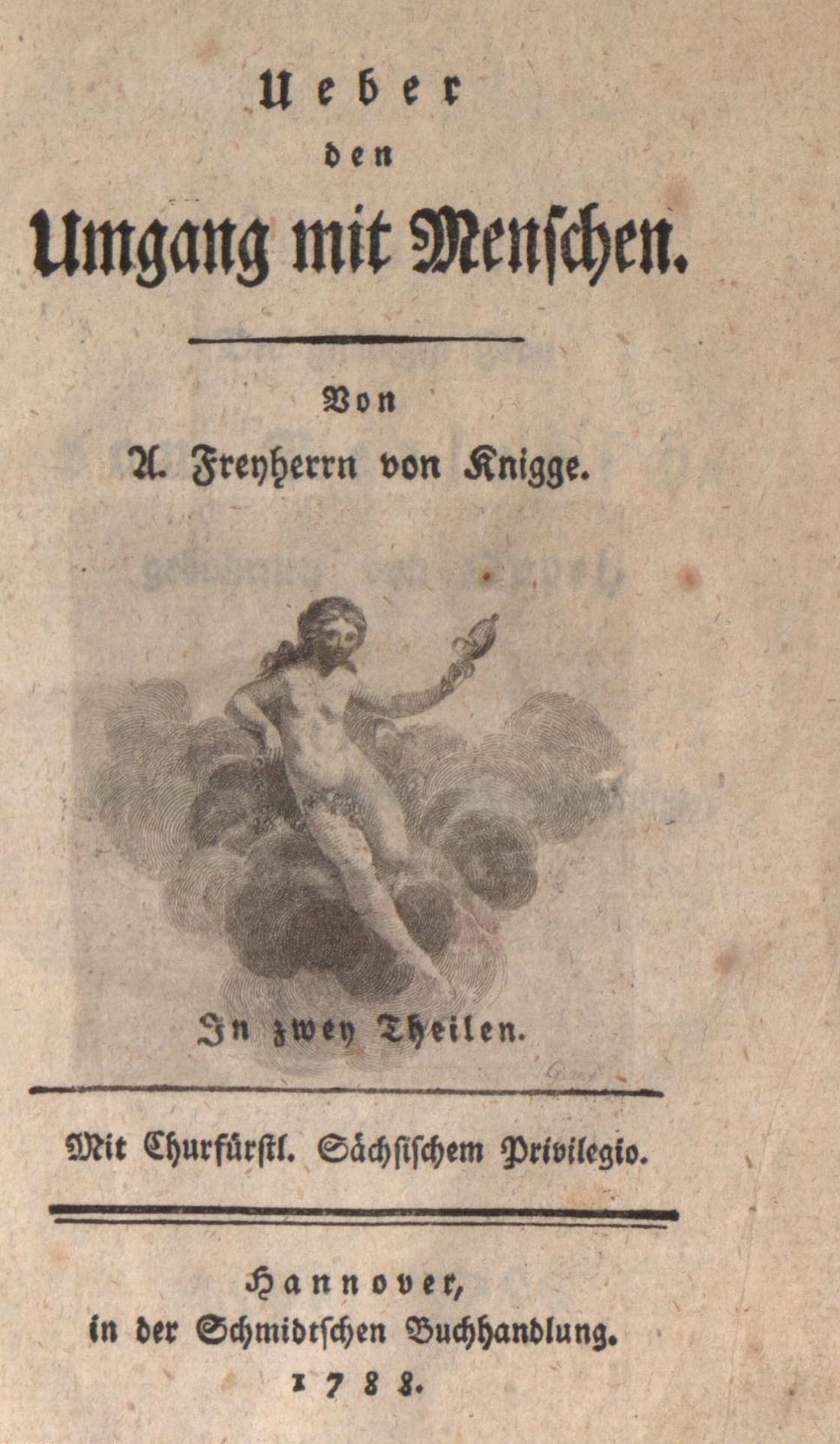
صَفحة عنوان الكتاب، الطَبعة الأولى

عن العلاقات مع البشر (بالألمانية: Über den Umgang mit Menschen) هو أشهر كتاب وعمل للكاتب الألماني أدولف فريهير كنيجه  (1752–1796).